# Manuskrypt paryski C

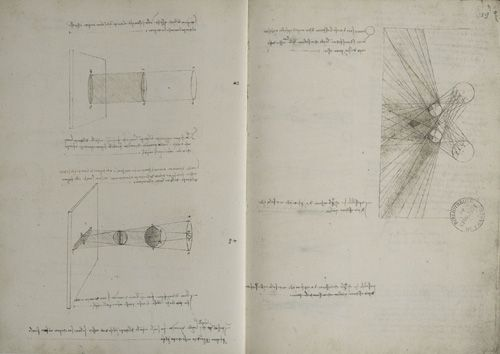
Manuskrypt paryski C

Manuskrypt paryski C – zbiór notatek Leonarda da Vinci datowany na lata 1490–1491. Jego wymiary wynoszą 310 × 222 mm. Liczy 42 karty. Zawiera głównie rozważania na temat światła i cienia i ich roli, a także zapiski na temat prądów wodnych i ich zastosowania. Notatki te stanowiły podstawę do późniejszych prac Leonarda da Vinci. Pierwotny manuskrypt składał się z 28 stron oraz z jednej zagubionej sekcji. Manuskrypt paryski C znajduje się w Institut de France w Paryżu.